# Milionia coalescens
Milionia coalescens là một loài bướm đêm trong họ Geometridae.